# Пиетро Барболано
Пиетро Барболано (на италиански: Pietro Barbolano) е двадесет и осми дож на Република Венеция от 1026 до 1032 г.
Не са известни годините му на раждане и смърт, знае се, че произлиза от знатен род от Ераклеа. Избран е за дож след абдикацията на предишния дож Отоне Орсеоло.
През 1032 г. възползвайки се от отсъствието от Венеция на Доменико Флабанико, отговорен за оставката на предишния дож, фамилията Орсеоло залавят Пиетро Барболано, обръсват му брадата и косата и го изпращат на заточение в Константинопол. След това повикват отново своя родственик Отоне Орсеоло да се върне от заточение в Константинопол и да заеме повторно поста си, но той не успява, тъй като междувременно умира. Тогава фамилията Орсеоло избира от редиците си за дож Доменико Орсеоло, но още на следващия ден е свикано венецианското събрание, чиито представители налагат решението си за дож да бъде избран Доменико Флабанико. На Доменико Орсеоло се налага да бяга, за да се спаси.